# Genomics (журнал)
Genomics — рецензируемый научный журнал по геномике, публикующий статьи по таким темам, как сравнительная геномика, функциональная геномика, исследования ассоциаций, регуляторные элементы ДНК и генетика в масштабе всего генома.

## История
Идея создания журнала, посвящённого проблемам картирования и секвенирования генома человека, возникла в 1986 году во время симпозиума «The Human Genome», организованного лабораторией в Колд-Спринг-Харбор. Брайан Кроуфорд (Brian Crawford), представитель издательства «Academic Press», предложил возглавить новый журнал известному медицинскому генетику Виктору МакКьюзику. Виктор МакКьюзик согласился стать главным редактором нового журнала при условии приглашения ещё одного главного редактора, которым стал клеточный биолог Фрэнк Раддл. Название для журнала было предложено другом Фрэнка Раддла, Томом Родериком (Tom Roderick), работавшим тогда в биомедицинском научно-исследовательском институте «Jackson Laboratory». Позднее слово «genomics» стало обозначением целого научного направления в генетике.
Журнал «Genomics» был создан для содействия усилиям, направленным на секвенирование и картирование полного генома человека. Начиная с первого выпуска, вышедшего в сентябре 1987 года, журнал публиковал методические, технические и теоретические статьи, посвящённые этим проблемам. После официального старта проекта «Геном человека» в октябре 1990 года журнал «Genomics» способствовал коммуникации, координации и междисциплинарному образованию участников проекта. В 90-е годы количество выпусков журнала достигало 24 выпусков в год, что было сделано для ускорения выхода статей в печать.
По мере совершенствования и упрощения технологий секвенирования журнал стал больше уделять внимания проблемам функциональной характеристики генов и генома в целом, а именно — функциональной геномике.

## Индексирование
Журнал «Genomics» индексируется в: 
- BIOBASE
- BIOSIS
- Biological Abstracts
- Biological and Agricultural Index
- Biosis Previews
- Chemical Abstracts
- Current Awareness in Biological Sciences
- Current Contents/Life Sciences
- EMBASE
- EMBiology
- Genetics Abstracts
- MEDLINE
- Pascal et Francis (INST-CNRS)
- Science Citation Index
- Scopus